# Stefan Löfven
Stefan Löfven (; n. 21 iulie 1957, Hägerstens församling⁠(d), Comitatul Stockholm, Suedia) este un politician suedez, președintele Partidului Social Democrat Suedez (SAP). Din 2014 până în 2021 a fost prim-ministru al Suediei.
La 21 iunie 2021 a devenit primul premier suedez care este răsturnat de la putere în urma unei moțiuni de cenzură, având la dispoziție o săptămână pentru a decide dacă demisionează sau dacă anunță organizarea unor alegeri parlamentare anticipate.